# 小林耕平
小林 耕平（こばやし こうへい、1974年 - ）は、日本のアーティスト。

## 概要
東京生まれ。愛知県立芸術大学美術学部美術科油画専攻卒業。2018年から武蔵野美術大学教授に着任。埼玉県を拠点に活動。

## 個展
- 「パランプセスト 記憶の重ね書き vol.4.小林耕平」（galleryαM、2014）
- 「あくび・指南」（山本現代、2018）
- 「ゾ・ン・ビ・タ・ウ・ン」（ANOMALY、2019）
- 「小林耕平 テレポーテーション」（黒部市美術館、2022）

## グループ展
- 「ぎこちない会話への対応策—第三波フェミニズムの視点で」（2021 - 2022）
- 「所蔵作品展 MOMAT コレクション」（国立近代美術館、東京、2019）
- 「切断してみる。ー二人の耕平」（豊田市美術館、2017）
- 「あいちトリエンナーレ 2016 虹のキャラヴァンサライ」（2016）
- 「瀬戸内国際芸術祭」（2016）
- 「1974第一部 1974年に生まれて」（群馬県立近代美術館、2015）
- 「アーティストファイル 2015 隣の部屋」（国立新美術館、2015）[2]
- 「であ、しゅとるぅむ」（名古屋市民ギャラリー矢田、2013）